# Rally de Japón de 2024
El Rally de Japón de 2024, oficialmente 9th FORUM8 Rally Japan, fue la novena edición y la decimotercera y última ronda de la temporada 2024 del Campeonato Mundial de Rally. Se celebró del 21 al 24 de noviembre y contó con un itinerario de veintiún tramos sobre asfalto que sumaban un total de 302,59 km cronometrados. Fue también la última ronda de los campeonatos WRC-2 y WRC-3.
El campeonato de Thierry Neuville y su copiloto Martijn Wydaeghe se aseguró de forma dramática a primera hora del domingo, cuando su compañero de equipo Ott Tänak, el único piloto que le podía quitar el título choco su Hyundai i20 N Rally1 y perdió el liderato del rally en el primer tramo del último día. Con un colchón de 25 puntos de cara al final de temporada, Neuville tenía el título asegurado a falta de cuatro tramos. El drama puso el broche final en una semana de altibajos para el belga, que remontó desde la 15.ª posición tras un fallo en el turbocompresor el viernes para terminar sexto en la general. Su histórica victoria es la primera no sólo para él y Wydaeghe, sino también para su país natal, Bélgica, y para el equipo Hyundai Shell Mobis WRT después de una década en el WRC. Mientras Neuville saboreaba su esperado triunfo, el accidente de Tänak dio un cruel giro a las aspiraciones de Hyundai al título de constructores. La marca coreana llegaba con ventaja a la última jornada, pero el péndulo volvió a inclinarse del lado del Toyota Gazoo Racing WRT tras un tenso enfrentamiento en el Power Stage. Sébastien Ogier, Elfyn Evans y Takamoto Katsuta ofrecieron actuaciones decisivas cuando más importaba, ayudando a la marca japonesa a hacerse con su octavo título de constructores del WRC por un estrechísimo margen de tres puntos, el más ajustado desde que Lancia se hizo con la corona por dos puntos en 1983. Elfyn Evans disfrutó de una doble celebración, heredando la victoria del rally tras la retirada de Tänak y convirtiéndose en el sexto ganador diferente en una temporada altamente competitiva. El triunfo del galés también le aseguró el segundo puesto en el campeonato de pilotos, un hito agridulce que ha logrado por cuarta vez.
La victoria en el WRC-2 fue para el búlgaro Nikolay Gryazin, que dominó la prueba desde el principio con su Citroën C3 Rally2. Gryazin realizó un pilotaje dominante, liderando desde el primer tramo para terminar con 1 minuto y 46 segundos de ventaja sobre Sami Pajari, adjudicándose su tercera victoria de la temporada. El héroe local Hiroki Arai se sobrepuso a un problema en el diferencial trasero el último día para asegurarse el tercer puesto. Con el segundo puesto obtenido, Sami Pajari y su copiloto Enni Mälkönen se consagraron campeones del WRC-2 y del WRC-2 Challenger.
En el WRC-3, el campeón Diego Dominguez Jr no tuvo problemas para adjudicarse su quinta victoria de la temporada. Lucho mano a mano con el francés Ghjuvanni Rossi hasta que el piloto europeo tuvo problemas, lo cual allano su camino hacia la victoria.

## Lista de inscritos
| Num.                       | Piloto                   | Copiloto                   | Equipo                             | Automóvil                | Neu.                     |
| World Rally Championship   | World Rally Championship | World Rally Championship   | World Rally Championship           | World Rally Championship | World Rally Championship |
| -------------------------- | ------------------------ | -------------------------- | ---------------------------------- | ------------------------ | ------------------------ |
| 8                          | Ott Tänak                | Martin Järveoja            | Hyundai Shell Mobis WRT            | Hyundai i20 N Rally1     | P                        |
| 9                          | Andreas Mikkelsen        | Torstein Eriksen           | Hyundai Shell Mobis WRT            | Hyundai i20 N Rally1     | P                        |
| 11                         | Thierry Neuville         | Martijn Wydaeghe           | Hyundai Shell Mobis WRT            | Hyundai i20 N Rally1     | P                        |
| 13                         | Grégoire Munster         | Louis Louka                | M-Sport Ford WRT                   | Ford Puma Rally1         | P                        |
| 16                         | Adrien Fourmaux          | Alexandre Coria            | M-Sport Ford WRT                   | Ford Puma Rally1         | P                        |
| 17                         | Sébastien Ogier          | Vincent Landais            | Toyota Gazoo Racing WRT            | Toyota GR Yaris Rally1   | P                        |
| 18                         | Takamoto Katsuta         | Aaron Johnston             | Toyota Gazoo Racing WRT            | Toyota GR Yaris Rally1   | P                        |
| 33                         | Elfyn Evans              | Scott Martin               | Toyota Gazoo Racing WRT            | Toyota GR Yaris Rally1   | P                        |
| World Rally Championship 2 |                          |                            |                                    |                          |                          |
| 20                         | Sami Pajari              | Enni Mälkönen              | Printsport                         | Toyota GR Yaris Rally2   | P                        |
| 21                         | Nikolay Gryazin          | Konstantin Aleksandrov     | Nikolay Gryazin                    | Citroën C3 Rally2        | P                        |
| 22                         | Kajetan Kajetanowicz     | Maciej Szczepaniak         | Kajetan Kajetanowicz               | Škoda Fabia RS Rally2    | P                        |
| 23                         | Jan Solans               | Rodrigo Sanjuan de Eusebio | Jan Solans                         | Toyota GR Yaris Rally2   | P                        |
| 24                         | Josh McErlean            | James Fulton               | Toksport WRT 2                     | Škoda Fabia RS Rally2    | P                        |
| 25                         | Gus Greensmith           | Jonas Andersson            | Toksport WRT 2                     | Škoda Fabia RS Rally2    | P                        |
| 26                         | Daniel Chwist            | Kamil Heller               | Daniel Chwist                      | Škoda Fabia RS Rally2    | P                        |
| 27                         | George Vassilakis        | Allan Harryman             | George Vassilakis                  | Ford Fiesta Rally2       | P                        |
| 28                         | Eamonn Boland            | "MJ"                       | Eamonn Boland                      | Škoda Fabia RS Rally2    | P                        |
| 29                         | Yuki Yamamoto            | Marko Salminen             | Toyota Gazoo Racing WRT NG         | Toyota GR Yaris Rally2   | P                        |
| 30                         | Chris Ingram             | Alexander Kihurani         | Chris Ingram                       | Toyota GR Yaris Rally2   | P                        |
| 31                         | Hiroki Arai              | Shunsuke Matsuo            | Ahead Japan Racing Team            | Škoda Fabia R5           | P                        |
| 32                         | Heikki Kovalainen        | Sae Kitagawa               | Heikki Kovalainen                  | Toyota GR Yaris Rally2   | P                        |
| 34                         | Norihiko Katsuta         | Yusuke Kimura              | Luck with Rookie Racing Rally Team | Toyota GR Yaris Rally2   | P                        |
| 35                         | Fumio Nutahara           | Shungo Azuma               | Fumio Nutahara                     | Toyota GR Yaris Rally2   | P                        |
| 36                         | Hikaru Kogure            | Topi Matias Luhtinen       | Toyota Gazoo Racing WRT NG         | Toyota GR Yaris Rally2   | P                        |
| 37                         | Osamu Fukunaga           | Misako Saida               | Osamu Fukunaga                     | Škoda Fabia Rally2 evo   | P                        |
| 38                         | Satoshi Imai             | Jason Farmer               | Satoshi Imai                       | Citroën C3 Rally2        | P                        |
| World Rally Championship 3 |                          |                            |                                    |                          |                          |
| 39                         | Diego Dominguez Jr       | Rogelio Peñate             | Diego Dominguez Jr                 | Ford Fiesta Rally3       | P                        |
| 40                         | Ghjuvanni Rossi          | Kylian Sarmezan            | Ghjuvanni Rossi                    | Renault Clio Rally3      | P                        |
| Fuente: ewrc-results.com   |                          |                            |                                    |                          |                          |

## Itinerario
| Día                      | Tramo | Nombre                        | Distancia | Ganador de la etapa                          | Automóvil                                   | Tiempo  | Líder de la general |
| ------------------------ | ----- | ----------------------------- | --------- | -------------------------------------------- | ------------------------------------------- | ------- | ------------------- |
| Día 1 (21 de noviembre)  | -     | Kuragaike Park (Shakedown)    | 2.75 km   | Chris Ingram                                 | Toyota GR Yaris Rally2                      | 2:17.7  | -                   |
| Día 1 (21 de noviembre)  | SS1   | Toyota Stadium SSS 1          | 2.15 km   | Adrien Fourmaux                              | Ford Puma Rally1                            | 1:44.4  | Adrien Fourmaux     |
| Día 2 (22 de noviembre)  | SS2   | Isegami's Tunnel 1            | 23.67 km  | Thierry Neuville                             | Hyundai i20 N Rally1                        | 18:27.4 | Ott Tänak           |
| Día 2 (22 de noviembre)  | SS3   | Inabu / Shitara 1             | 19.38 km  | Sébastien Ogier                              | Toyota GR Yaris Rally1                      | 12:14.8 | Ott Tänak           |
| Día 2 (22 de noviembre)  | SS4   | Shinshiro 1                   | 17.41 km  | Elfyn Evans                                  | Toyota GR Yaris Rally1                      | 9:49.7  | Elfyn Evans         |
| Día 2 (22 de noviembre)  | SS5   | Isegami's Tunnel 2            | 23.67 km  | Ott Tänak                                    | Hyundai i20 N Rally1                        | 18:03.2 | Ott Tänak           |
| Día 2 (22 de noviembre)  | SS6   | Inabu / Shitara 2             | 19.38 km  | Ott Tänak                                    | Hyundai i20 N Rally1                        | 12:00.1 | Ott Tänak           |
| Día 2 (22 de noviembre)  | SS7   | Shinshiro 2                   | 17.41 km  | Elfyn Evans                                  | Toyota GR Yaris Rally1                      | 9:45.5  | Ott Tänak           |
| Día 2 (22 de noviembre)  | SS8   | Okazaki SSS 1                 | 2.54 km   | Takamoto Katsuta                             | Toyota GR Yaris Rally1                      | 2:01.1  | Ott Tänak           |
| Día 2 (22 de noviembre)  | SS9   | Okazaki SSS 2                 | 2.54 km   | Adrien Fourmaux Takamoto Katsuta Elfyn Evans | Ford Puma Rally1 Toyota GR Yaris Rally1     | 2:01.9  | Ott Tänak           |
| Día 3 (23 de noviembre)  | SS10  | Mt. Kasagi 1                  | 16.47 km  | Elfyn Evans                                  | Toyota GR Yaris Rally1                      | 12:04.3 | Ott Tänak           |
| Día 3 (23 de noviembre)  | SS11  | Nenoue Kougen 1               | 11.60 km  | Thierry Neuville                             | Hyundai i20 N Rally1                        | 7:40.2  | Ott Tänak           |
| Día 3 (23 de noviembre)  | SS12  | Ena 1                         | 22.79 km  | Elfyn Evans                                  | Toyota GR Yaris Rally1                      | 16:38.3 | Ott Tänak           |
| Día 3 (23 de noviembre)  | SS13  | Mt. Kasagi 2                  | 16.47 km  | Ott Tänak                                    | Hyundai i20 N Rally1                        | 11:30.1 | Ott Tänak           |
| Día 3 (23 de noviembre)  | SS14  | Nenoue Kougen 2               | 11.60 km  | Thierry Neuville Sébastien Ogier             | Hyundai i20 N Rally1 Toyota GR Yaris Rally1 | 7:32.6  | Ott Tänak           |
| Día 3 (23 de noviembre)  | SS15  | Ena 2                         | 22.79 km  | Sébastien Ogier                              | Toyota GR Yaris Rally1                      | 16:06.4 | Ott Tänak           |
| Día 3 (23 de noviembre)  | SS16  | Toyota Stadium SSS 2          | 2.15 km   | Ott Tänak                                    | Hyundai i20 N Rally1                        | 1:42.6  | Ott Tänak           |
| Día 4 (24 de noviembre)  | SS17  | Nukata 1                      | 20.23 km  | Andreas Mikkelsen                            | Hyundai i20 N Rally1                        | 11:57.5 | Elfyn Evans         |
| Día 4 (24 de noviembre)  | SS18  | Lake Mikawako 1               | 13.98 km  | Thierry Neuville                             | Hyundai i20 N Rally1                        | 8:42.4  | Elfyn Evans         |
| Día 4 (24 de noviembre)  | SS19  | Nukata 2                      | 20.23 km  | Thierry Neuville Sébastien Ogier             | Hyundai i20 N Rally1 Toyota GR Yaris Rally1 | 11:51.9 | Elfyn Evans         |
| Día 4 (24 de noviembre)  | SS20  | Toyota Stadium SSS 3          | 2.15 km   | Takamoto Katsuta                             | Toyota GR Yaris Rally1                      | 1:44.1  | Elfyn Evans         |
| Día 4 (24 de noviembre)  | SS21  | Lake Mikawako 2 (Power Stage) | 13.98 km  | Sébastien Ogier                              | Toyota GR Yaris Rally1                      | 8:38.5  | Elfyn Evans         |
| Fuente: ewrc-results.com |       |                               |           |                                              |                                             |         |                     |

### Power stage
El power stage fue un tramo de 13.98 km al final del rally. Se otorgaron puntos adicionales a los cinco más rápidos.
| Pos. | Piloto            | Copiloto         | Coche                  | Equipo                  | Tiempo | Puntos |
| ---- | ----------------- | ---------------- | ---------------------- | ----------------------- | ------ | ------ |
| 1    | Sébastien Ogier   | Vincent Landais  | Toyota GR Yaris Rally1 | Toyota Gazoo Racing WRT | 8:38.5 | 5      |
| 2    | Thierry Neuville  | Martijn Wydaeghe | Hyundai i20 N Rally1   | Hyundai Shell Mobis WRT | +1.9   | 4      |
| 3    | Elfyn Evans       | Scott Martin     | Toyota GR Yaris Rally1 | Toyota Gazoo Racing WRT | +3.9   | 3      |
| 4    | Takamoto Katsuta  | Aaron Johnston   | Toyota GR Yaris Rally1 | Toyota Gazoo Racing WRT | +4.8   | 2      |
| 5    | Andreas Mikkelsen | Torstein Eriksen | Hyundai i20 N Rally1   | Hyundai Shell Mobis WRT | +6.6   | 1      |

## Clasificación final
| World Rally Championship   | World Rally Championship | World Rally Championship | World Rally Championship | World Rally Championship           | World Rally Championship | World Rally Championship | World Rally Championship |
| Pos.                       | Piloto                   | Copiloto                 | Automóvil                | Equipo                             | Neumático                | Tiempo                   | Puntos                   |
| -------------------------- | ------------------------ | ------------------------ | ------------------------ | ---------------------------------- | ------------------------ | ------------------------ | ------------------------ |
| 1                          | Elfyn Evans              | Scott Martin             | Toyota GR Yaris Rally1   | Toyota Gazoo Racing WRT            | P                        | 3:23:41.0                | 22                       |
| 2                          | Sébastien Ogier          | Vincent Landais          | Toyota GR Yaris Rally1   | Toyota Gazoo Racing WRT            | P                        | +1:27.3                  | 20                       |
| 3                          | Adrien Fourmaux          | Alexandre Coria          | Ford Puma Rally1         | M-Sport Ford WRT                   | P                        | +1:55.5                  | 16                       |
| 4                          | Takamoto Katsuta         | Aaron Johnston           | Toyota GR Yaris Rally1   | Toyota Gazoo Racing WRT            | P                        | +2:02.6                  | 12                       |
| 5                          | Grégoire Munster         | Louis Louka              | Ford Puma Rally1         | M-Sport Ford WRT                   | P                        | +3:11.5                  | 9                        |
| 6                          | Thierry Neuville         | Martijn Wydaeghe         | Hyundai i20 N Rally1     | Hyundai Shell Mobis WRT            | P                        | +6:54.1                  | 13                       |
| 7                          | Nikolay Gryazin          | Konstantin Aleksandrov   | Citroën C3 Rally2        | Nikolay Gryazin                    | P                        | +10:04.3                 | 4                        |
| 8                          | Sami Pajari              | Enni Mälkönen            | Toyota GR Yaris Rally2   | Printsport                         | P                        | +11:50.8                 | 3                        |
| 9                          | Hiroki Arai              | Shunsuke Matsuo          | Škoda Fabia R5           | Ahead Japan Racing Team            | P                        | +13:24.3                 | 2                        |
| 10                         | Gus Greensmith           | Jonas Andersson          | Škoda Fabia RS Rally2    | Toksport WRT 2                     | P                        | +14:15.8                 | 1                        |
| World Rally Championship 2 |                          |                          |                          |                                    |                          |                          |                          |
| 1 (7.)                     | Nikolay Gryazin          | Konstantin Aleksandrov   | Citroën C3 Rally2        | Nikolay Gryazin                    | P                        | 3:33:45.3                | 25                       |
| 2 (8.)                     | Sami Pajari              | Enni Mälkönen            | Toyota GR Yaris Rally2   | Printsport                         | P                        | +1:46.5                  | 18                       |
| 3 (9.)                     | Hiroki Arai              | Shunsuke Matsuo          | Škoda Fabia R5           | Ahead Japan Racing Team            | P                        | +3:20.0                  | 15                       |
| 4 (10.)                    | Gus Greensmith           | Jonas Andersson          | Škoda Fabia RS Rally2    | Toksport WRT 2                     | P                        | +4:11.5                  | 12                       |
| 5 (11.)                    | Kajetan Kajetanowicz     | Maciej Szczepaniak       | Škoda Fabia RS Rally2    | Kajetan Kajetanowicz               | P                        | +6:46.6                  | 10                       |
| 6 (12.)                    | Hikaru Kogure            | Topi Matias Luhtinen     | Toyota GR Yaris Rally2   | Toyota Gazoo Racing WRT NG         | P                        | +8:48.7                  | 8                        |
| 7 (13.)                    | Norihiko Katsuta         | Yusuke Kimura            | Toyota GR Yaris Rally2   | Luck with Rookie Racing Rally Team | P                        | +11:23.5                 | 6                        |
| 8 (14.)                    | Fumio Nutahara           | Shungo Azuma             | Toyota GR Yaris Rally2   | Fumio Nutahara                     | P                        | +15:17.1                 | 4                        |
| 9 (16.)                    | Daniel Chwist            | Kamil Heller             | Škoda Fabia RS Rally2    | Daniel Chwist                      | P                        | +17:17.7                 | 2                        |
| 10 (17.)                   | Osamu Fukunaga           | Misako Saida             | Škoda Fabia Rally2 evo   | Osamu Fukunaga                     | P                        | +18:49.6                 | 1                        |
| World Rally Championship 3 |                          |                          |                          |                                    |                          |                          |                          |
| 1 (15.)                    | Diego Dominguez Jr       | Rogelio Peñate           | Ford Fiesta Rally3       | Diego Dominguez Jr                 | P                        | 3:49:22.2                | 25                       |
| 2 (21.)                    | Ghjuvanni Rossi          | Kylian Sarmezan          | Renault Clio Rally3      | Ghjuvanni Rossi                    | P                        | +19:39.6                 | 18                       |
| Fuente: ewrc-results.com   |                          |                          |                          |                                    |                          |                          |                          |